# 케이스 나이트
키스 나이트(Keith Knight, 영어 발음: /kiːθ/, 1956년 1월 20일 ~ 2007년 8월 22일)는 캐나다의 배우이다.
토론토에서 태어났으며 토론토에서 사망하였다.

## 출연 작품
- 스위칭 골스 (1999년)
- 사랑과 살인 (1990년)
- 이중 살인 (1989년)
- 미스터 나이스 가이 (1987년)
- 아기 곰 구출단 3 (1987년)
- 애상의 연인 (1985년)
- 무장 25시 (1983년)
- 공포의 침입자 (1983년)
- 폭력 교실 1984 (1982년)
- 가스 (1981년)
- 피의 발렌타인 (1981년)
- 호그 와일드 (1980년)
- 미트볼 (1979년)

### 텔레비전
- 에이번리로 가는 길 (1992-93)
- Ace Lightning (2002)